# Rhodostemonodaphne avilensis
Rhodostemonodaphne avilensis är en lagerväxtart som beskrevs av Madriñán. Rhodostemonodaphne avilensis ingår i släktet Rhodostemonodaphne och familjen lagerväxter. Inga underarter finns listade i Catalogue of Life.